# Rhododendron arizelum
Rhododendron arizelum är en ljungväxtart som beskrevs av Isaac Bayley Balfour och Forrest. Rhododendron arizelum ingår i släktet rododendron, och familjen ljungväxter. Inga underarter finns listade i Catalogue of Life.